# George Kuo
George Ching-Hung Kuo ist ein taiwanisch-US-amerikanischer Virologe. Kuo entdeckte 1989 gemeinsam mit Qui-Lim Choo, Michael Houghton und Daniel W. Bradley das Hepatitis-C-Virus.

## Leben
Kuo schloss 1961 sein Studium an der Nationaluniversität Taiwan ab und wurde 1972 am Albert Einstein College of Medicine in New York City in Molekularbiologie promoviert. Seit 1981 arbeitete er für die Chiron Corporation. Seit den 1970er Jahren war bekannt, dass viele Fälle von infektiöser Hepatitis nicht durch die damals bekannten beiden Viren Hepatitis-A-Virus und Hepatitis-B-Virus verursacht waren. Eine Forschergruppen um Michael Houghton bei Chiron, an der auch Kuo beteiligt war, konzentrierte sich ab 1982 auf die Suche nach dem Erreger der „Non-A-Non-B (NANB)-Hepatitis“. Aus dem Plasma von Schimpansen mit NANB-Hepatitis konnte die Forschergruppe nach jahrelanger Arbeit 1989 ein kurzes Stück Nukleinsäure isolieren, dass sich als Teil eines bisher nicht bekannten Viruses erwies. Dieses erhielt später die Bezeichnung „Hepatitis-C-Virus“.
Kuo ist mit seiner Kollegin Carol Lan-Fang Kuo verheiratet; seine Tochter Irene Carol Kuo ist Associate Professor für Augenheilkunde am The Johns Hopkins Wilmer Eye Institute.

## Auszeichnungen
- 1992: Karl Landsteiner Memorial Award
- 1995: William Beaumont Prize der American Gastroenterological Association
- 2005: Dale A. Smith Memorial Award der American Association of Blood Banks